# Tomahawk-krydsermissil
Tomahawk-krydsermissilet, BGM-109 Tomahawk el. Tomahawk Land Attack Missile (TLAM) er udviklet af General Dynamics i 1970'erne som et langtrækkende havbaseret krydsermissil til offensive formål med kapacitet til at kunne fremføre kernevåben. Missilet har en rækkevidde på op til 2.500 km, og det anvender GPS til at nå sit mål. Tomahawkmissiler affyres fra skibe, ubåde eller fly.
Produktionen foregik oprindeligt hos General Dynamics, hvorfra den overtaget af McDonnell Douglas, der i 1992–1994 var den eneste leverandør af Tomahawk missiler. I 1994 overtog Hughes Electronics kontrakten og blev herefter eneste leverandør af missilet. Hughes blev senere overtaget af Raytheon, der i dag er producenten.
Siden den oprindelige udvikling af krydsermissilet har der været produceret flere forskellige varianter beregnet til flere kategorier af sprænghoveder. Navigationssystemerne gennemgik samtidig en revolutionerende udvikling fra de første typer, der var baseret på indkodning af landkort kombineret med landskabsgenkendelse til GPS-systemernes udvikling fra omkring 1993. De nyeste udgaver af Tomahawk er forsynet med kameraer, der i forbindelse med GPS-systemerne gør det muligt at omprogrammere missilet undervejs
Tomahawk-krydsermissilet har en længde på mellem 5,6 og 6,3 m, et vingespand på 2,7 m, og det har kapacitet til at fremføre et sprænghoved på 450 kg med en marchhastighed på omkring 880 km/t over en afstand på op til 2.500 km. I de neddroslede udgaver er rækkevidden omkring 1.100 km. Det koster cirka 10 millioner kr. stykket.

## Reflist
1. ↑  McDonnell Douglas Aerospace (9. marts 1993). "McDonnell Douglas delivers its first Tomahawk cruise missile with Block III improvements". Pressemeddelelse.  Hentet 22. januar 2021. Arkiveret fra originalen den 11. oktober 2017.
2. ↑  "BGM-109 Tomahawk - Smart Weapons". Federation of American Scientists. Arkiveret fra originalen 20. februar 1999. Hentet 8. oktober 2015.